# Strumigenys
Strumigenys és un gènere de formigues de la subfamília dels mirmicins (Myrmicinae). Té una distribució mundial, incloent-hi la península Ibèrica.

## Història natural
Les formigues del gènere Strumigenys formen petits formiguers en el sòl, baix o entre les roques, en i baix troncs d'arbres o baix fem de bestiar. Algunes espècies formen colònies conjuntament amb altres formigues, com Bothriomyrmex mayri o Rhytidoponera metallica. Encara que normalment es mouen poc a poc, poden córrer ràpidament quan es veuen amenaçades. Strumigenys xenos és un paràsit social permanent, que no compta amb obreres i sempre es troba en les colònies de la seva amfitrió Strumigenys perplexa.

## Taxonomia
El gènere Strumigenys inclou 878 espècies; a la península Ibèrica hi viuen les 4 següents (citades dins del gènere Pyramica, avui considerat sinònim de Strumigenys):
- Strumigenys argiola (Emery, 1869)
- Strumigenys baudueri (Emery, 1875)
- Strumigenys membranifera (Emery, 1869)
- Strumigenys tenuipilis (Emery, 1915)